# Ферст Вієнна
«Ферст Віє́нна» (англ. First Vienna FC, нім. Erste Viennere Fussball Klub) — австрійський футбольний клуб, розташований в районі Деблінг міста Відень. Заснований 22 серпня 1894. Є найстарішим клубом Австрії.

## Історія

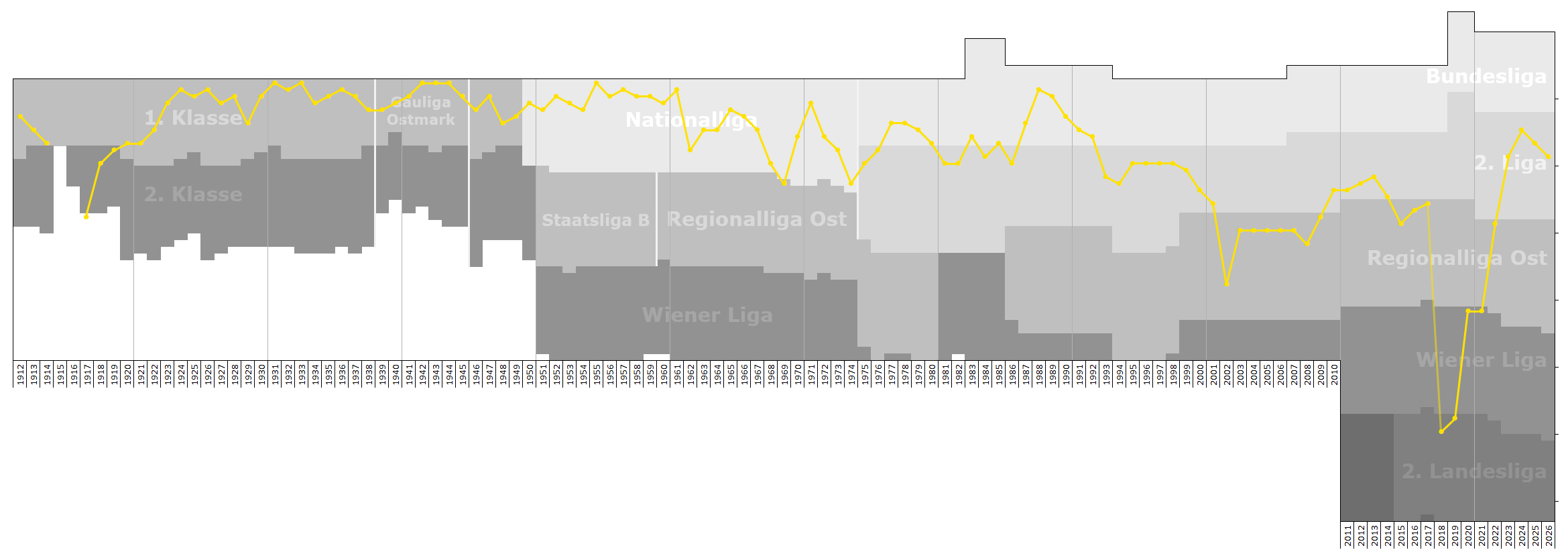
Графік виступів «Ферст Вієнна» у чемпіонатах Австрії

На початку 1890-их років англійські та австрійські садівники, які працювали на Натаніеля Ансельма фон Ротшильда, почали грати у футбол у його маєтках. Щоб уникнути подальшого пошкодження своїх квітів, Натаніель передав їм пасовище поблизу, а також надав синьо-жовті комплекти форми, колишні жокейські костюми своєї стайні. Гравець-менсець Вільям Біл розробив логотип трискеліон, також у синьому та жовтому кольорах Ротшильда, який «Вієнна» досі використовує. Команда зіграла свій перший матч 15 листопада 1894 року проти «Вієнна клаб крикету енд футбол», програвши з рахунком 0:4, після чого столичні «крикетисти» стали давніми запеклим суперниками, допоки її футбольну остаточно не розформували 1936 року. Місто Відень швидко стало центром австрійського футболу, і до кінця 1896 року в ньому грали сім клубів, деякі з яких також виступали з резервними командами.

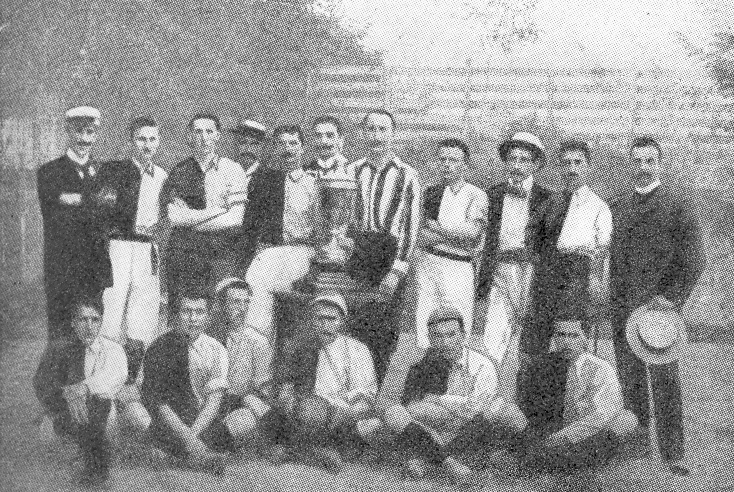
«Ферст Вієнна» — переможці Кубку виклику 1899 року.

У 1897 році президент «Кркитс» пожертвував кошти на проведення Кубок виклику, змагання, відкриті для всіх футбольних клубів тодішньої Австро-Угорщини, зібравши команди з Відня, Будапешта та Праги. «Крикет» виграв перші кубкові змагання в 1897 році, але «Ферст Вієнна» двічі поспіль тріумфував у кубку, в 1899 і 1900 роках. Клуб також програв у фіналі Кубка Вінера 1907 року, який виник, коли Кубок виклику на проводили 1903 та 1905 року. У роки до початку Першої світової війни в 1914 році «Вієнна» виступав невдало, а до 1915 року вибув з першого дивізіоні і не повертався до вищої ліги до 1919 року.

### Золоті роки
У 1920-ті роки клуб поступово набирав хід, завершував національний чемпіонат у верхній половині національного чемпіонату і 1931 року виграв чемпіонат Австрії. Того ж року клуб виграв Кубок Мітропи, один з перших європейських футбольних турнірів. По ходу турніру «Вієнна» встановила рекорд: виграла 6 з 6 матчів на шляху до фіналу. Через 2 роки клуб знову став чемпіоном країни. Крім цього, в 1929, 1930, 1933 і 1937 роках був виграний кубок Австрії.
У сезоні 1924/25 років команда була залучена до невдалої спроби зіграти першу нічну гру Австрії на полі, освітленому факелами та ліхтарями, та з м’ячем, покритим вапном, щоб зробити його помітнішим. 3 листопада 1956 року вони успішно зіграли перший матч у країні під світлом прожекторів. 

### Друга світова війна та виступи у Гаулізі
Після об'єднання Австрії з Німеччиною в рамках аншлюсу 1938 року футбольні змагання двох країн також об'єднали. Австрійські команди вищого дивізіону грали в новоствореній Гаулізі Остмарк в рамках структури ліги, створеної за часів Третього рейху в результаті реорганізації німецького футболу в 1933 році. Це призвело до появи австрійських команд у фінальних турнірах чемпіонату Німеччини та національному кубку (нім. Tschammerpokal), попередник сьогоднішнього Кубку Німеччини. У 1942 році «Вієнна» здобув титул чемпіона Гауліги Донау-Альпенланд (Остмарк) і пройшов весь шлях до фіналу, зіграного 4 липня 1942 року в Берліні, де з рахунком 0:2 поступився на той час провідному клубу Німеччини, «Шальке 04». Наступного сезону віденський клуб знову став переможцем Гауліги, але цього разу дійшов лише до півфіналу, де з рахунком 1:2 поступився «Саарбрюкену». Тим не менш, клуб успішно провів Tschammerpokal, виграв змагання 1943 року. У додатковий час фінального поєдинку «Ферст» переміг «Люфтваффен-СВ Гамбург» з рахунком 3:2 та став другою австрійською командою, яка виграла кубок (у 1938 році трофей здобув «Рапід»). Третій титул переможця Гауліги клуб здобув у 1944 році, знову потрапив до плей-оф чемпіонату Німеччини, де цього разу з рахунком 2:3 у чвертьфіналі поступився майбутньому переможцю турніру «Дрезднеру». Коли Друга світова війна наближалася до кінця, а союзні армії просунулися в Німеччину, сезон у лізі перервали, на той час «Вієнна» все ще перебував у напруженій боротьбі за звання переможця Гауліги.

### Післявоєнний період
Окупована союзними військами після закінчення війни Австрія знову стала незалежною від Німеччини, відновили й окрему структуру футбольних ліг Австрії. У сезоні 1946 року «Вієнна» посіла п’яте місце, але здобув Кубок свободи, оплачений СРСР.
Наприкінці 40-их і на початку 50-их результати клубу були нестабільними, зазвичай фінішували в чемпіонаті в середині таблиці. Однак, очолювані легендою клубу Карлом Коллером, у 1955 році «Вієнна» провів чудовий сезон, який завершився шостим титулом переможного національного чемпіона, випередили «Вінер Шпорт-Клуб», оскільки мали кращий коефіцієнт. Різниця м'ячів ще не ввели до регламенту. 1:0 став кращим за перемогу з рахунком 10:1, чим вище коефіцієнт, тим краще, хоча ідеальний показник дорівнює нулю (забиті м'ячі, поділені на пропущені м'ячі). 20:1= 20, 20:2=10, тож чим вище частка, тим краще, за винятком нуля. Приклад: коли Відень виграв чемпіонат у сезоні 1954/55 років, у підсумку вони продемонстрували 64:26 = коефіцієнт 2,461. «Вінер Шпорт-Клуб» фінішував із рахунком 75:40, отримав коефіцієнт лише 1,875, але з рівними кількостями набраних очок (39).

### Виліт з еліти
Відень залишався конкурентоспроможним протягом десятиліття, стабільно фінішував у трійці лідерів, але у 60-их роках клуб почав занепадати, допоки е вилетів у 1968 році, вперше після повернення до вищого дивізіону після завершення Першої світової війни. Столичний клуб знову з'явилися в першому дивізіоні після паузи в один сезон, але більше не боровся за чемпіонський титул. Зі створенням десятикомандної Ценерліги, нового вищого дивізіону Австрії, у сезоні 1974/75 років, Відень знову опинився у другому дивізіоні, допоки не підвищився в класі у 1976 році. Тим не менш, вони продовжували боротися за те, щоб не потрапити до нижчого дивізіону, але в 1980 році уникнути вильоту команді не вдалося.
Розширення першого дивізіону з десяти до шістнадцяти команд у 1982 році дозволило столичному клубу повернутися до вищого дивізіону, але нестабільна гра продовжувалася. У 1985 році відбулася чергова реорганізація футбольних змагань в Австії, за якою створено Бундеслігу з 12-ти команд, а вже наступного сезону столичний колектив дебютував у вище вказаному турнірі. Найважливішою подією цього часу стала вдала гра в першому колі національного чемпіонату сезону 1988 року, яка принесла підсумкове четверте місце, завдяки чому клуб отримав путівку до Кубку УЄФА. Клуб стабільно фінішував у нижчій частині турнірної таблиці і на початку 90-х зіткнувся з загрозою вильоту, а в 1992 році опинився в нижчому дивізіоні. Наступним великим успіхом «Вієнна» продемонстрував вдалу гру в Кубку Австрії 1997 року, в якому дійшов до фіналу, де вони столичний клуб з рахунком 1:2 представнику вищого дивізіону «Штурм» (Грац).
Однак команда не змогла повкрнутися до вищого дивізіону, і хоча вони декілька разів були близькі до повернення в Бундеслігу, продовжували виступати в Першій лізі, а в 2000 році виступав у третьому дивізіоні, Регіоналлізі Ост, де грав у 2009 році допоки не виграв чемпіонату та повернувся до Першої ліги.
У сезоні 2009/10 років «Вієнна» посів одинадцяте місце у другому дивізіоні австрійського футболу. «Гредіг», який програв плей-оф, але не попустився в Регіоналлігу Захід, але, оскільки у «Кернтені» була відкликана ліцензія, «Гредіг» зберіг своє місце. Наступного сезону 2010/11 років Відень знову зайняв друге місце в турнірній таблиці, випередивши «СВ Грацкорн». Однак під керівництвом нового тренера Альфреда Татара зумів виграти свої матчі плей-оф у чемпіона Регіоналліги Ост, «Парндорфа 1919», 3:0 і 2:1 відповідно, і зберіг своє місце у другому дивізіоні. Наступного року «Вієнна» забезпечив собі місце в чемпіонаті на наступний сезон у 36-му турі, а в сезоні 2012/13 року «Вієнна» виступив краще, зумівши утриматися плей-оф на виліт завдяки хорошим результатам і фінішував на 7-му місці.
Сезон 2013/14 років став катастрофою для клубу Відня, зайнявши останнє місце з 13-ма набраними очками через різні порушення умов ліцензії. Наприкінці сезону віденський клуб і Татар оголосили про дружнє розставання. Також було відмовлено у видачі професіональної ліцензії клубу на сезон 2014/15 років. Починаючи з сезону 2014/15 років «Вієнна» знову змушена була грати в третьому дивізіоні, в Регіоналлізі «Схід».
Через неплатоспроможність головного спонсора Care-Energy у 2017 році столичний клуб визнали банкрутом. У той час як банкрутство вдалося уникнути, чемпіонський титул в Регіоналлізі Схід того ж року було скасовано. У підвищенні було відмовлено, а ситуація погіршилася після того, як за рішенням суду «Ферст» перевели до п’ятого дивізіону.

### Нижчі ліги
У сезоні 2018/19 років «Вієнна» виступав у Другій Ландеслізі «Відень», п’ятому дивізіоні чемпіонату Австрії з футболу. У своєму першому сезоні «Вієнна» зайняв перше місце з 78-ми набраними очками в 30-ти матчах і перейшов до четвертого дивізіону, Штадліги «Відень». Після 17 матчів не зазнали жодної поразки у чемпіонаті сезону 2019/20. Чемпіонат призупинили через спалах Covid-19, а це означало, що клуб залишився у Штадлізі «Відень» на сезон 2020/21. Однак за підсумками сезону 2020/21 років столичний клуб знову підвищився в класі, цього разу до третього дивізіону, Регіоналліги «Схід».

### Клуб піонерів
У 2018 році «Ферст Вієнна» став членом ексклюзивного Клубу піонерів, як найстаріший футбольний клуб Австрії.

## Досягнення
- Чемпіон Австрії (6): 1931, 1933, 1942, 1943, 1944, 1955
- Срібний призер чемпіонату Австрії (6): 1924, 1926, 1932, 1936, 1957, 1961
- Бронзовий призер чемпіонату Австрії (12): 1925, 1928, 1930, 1935, 1937, 1941, 1945, 1947, 1952, 1956, 1958, 1959
- Срібний призер чемпіонату Німеччини (1): 1942
- Переможець Кубка Австрії (3): 1929, 1930, 1937
- Фіналіст Кубка Австрії (6): 1925, 1926, 1936, 1946, 1961, 1997
- Переможець Кубка виклику (2): 1899, 1900
- Переможець  Кубка Німеччини (1): 1943
- Володар  Кубка Мітропи (1): 1931
- Бронзовий призер Кубка Націй (1): 1930
- Володар Альпійського Кубка (1): 1941
- Володар Кубка Незалежності (1): 1946
- Переможець другого дивізіону чемпіонату Австрії (2): 1919, 1976

## Статистика

### Статистика у чемпіонаті
| Сезони | Матчі | Перемоги | Нічиї | Поразки | Різниця м'ячів | Очки |
| ------ | ----- | -------- | ----- | ------- | -------------- | ---- |
| 68     | 1672  | 729      | 354   | 589     | 3402 — 2849    | 1812 |

### Статистика в Кубку Мітропи
| Сезони | Матчі | Перемоги | Нічиї | Поразки | Різниця м'ячів |
| ------ | ----- | -------- | ----- | ------- | -------------- |
| 8      | 30    | 18       | 2     | 10      | 60 — 45        |

| Сезони | Матчі | Перемоги | Нічиї | Поразки | Різниця м'ячів |
| ------ | ----- | -------- | ----- | ------- | -------------- |
| 6      | 13    | 3        | 1     | 9       | 17 — 37        |

Футболісти, що зіграли в складі «Вієнни» найбільше матчів у Кубку Мітропи в 1927—1940 роках.
| №     | Ім'я              | Позиція     | Роки виступів | Статистика |    |
| Матчі | Голи              |             |               |            |    |
| ----- | ----------------- | ----------- | ------------- | ---------- | -- |
| 1     | Леопольд Гофманн  | Півзахисник | 1929—1937     | 30         | 1  |
| 2     | Карл Райнер       | Захисник    | 1929—1937     | 29         | 0  |
| 3     | Фрідріх Гшвайдль  | Нападник    | 1929—1937     | 28         | 10 |
| 4     | Отто Каллер       | Півзахисник | 1929—1937     | 27         | 1  |
| 5     | Леонард Маху      | Півзахисник | 1929—1937     | 25         | 1  |
| 6     | Франц Ердль       | Нападник    | 1931—1937     | 18         | 6  |
| 7     | Віллібальд Шмаус  | Захисник    | 1931—1937     | 17         | 0  |
| 8     | Йозеф Блум        | Захисник    | 1929—1932     | 16         | 2  |
| 9     | Карл Горешовський | Воротар     | 1929—1933     | 16         | 0  |
| 10    | Антон Брозенбауер | Нападник    | 1929—1933     | 14         | 1  |

Футболісти, що найбільше забивали голів в складі «Вієнни» в Кубку Мітропи в 1927—1940 роках.
| №    | Ім'я             | Позиція  | Роки виступів | В складі «Вієнни» |    |
| Голи | Матчі            |          |               |                   |    |
| ---- | ---------------- | -------- | ------------- | ----------------- | -- |
| 1    | Фрідріх Гшвайдль | Нападник | 1929—1937     | 10                | 28 |
| 2    | Густав Поллак    | Нападник | 1935—1937     | 9                 | 9  |
| 3    | Франц Ердль      | Нападник | 1931—1937     | 6                 | 18 |
| 4    | Леопольд Гібіш   | Нападник | 1929—1930     | 4                 | 6  |
| 5    | Карл Герольд     | Нападник | 1929          | 4                 | 4  |
| 6    | Густав Тегель    | Нападник | 1930—1933     | 4                 | 13 |
| 7    | Франц Шенветтер  | Нападник | 1932          | 4                 | 4  |
| 8    | Йозеф Адельбрехт | Нападник | 1930—1933     | 3                 | 13 |
| 9    | Леопольд Марат   | Нападник | 1929—1931     | 3                 | 6  |

| Склад команди у чемпіонському розіграші Кубка Мітропи 1931 року Воротар: Карл Горешовський (6). Захисники: Карл Райнер (6), Йозеф Блум (6.2). Півзахисники: Леопольд Гофманн (6.1), Віллібальд Шмаус (4), Леонард Маху (4), Отто Каллер (4). Нападники: Йозеф Адельбрехт (6.2), Фрідріх Гшвайдль (6.3), Густав Тегель (6.2), Антон Брозенбауер (4), Франц Ердль (4.4), Леопольд Марат (4.3). Тренер: Фердинанд Фрітум. |

### Статистика виступів у Кубку УЄФА
| Сезон   | Змагання   | Раунд | Країна    | Клуб                 | Вдома | На виїзді | Загалом |
| ------- | ---------- | ----- | --------- | -------------------- | ----- | --------- | ------- |
| 1988–89 | Кубок УЄФА | 1     | Данія     | «Ікаст»              | 1–0   | 2–1       | 2–2     |
|         |            | 2     | Фінляндія | ТПС (Турку)          | 2–1   | 1–0       | 2–2     |
| 1989–90 | Кубок УЄФА | 1     | Мальта    | «Валетта»            | 3–0   | 1–4       | 7–1     |
|         |            | 2     | Греція    | «Олімпіакос» (Пірей) | 2–2   | 1–1       | 3–3     |

## Стадіон
Домашньою ареною клубу є стадіон «Гоге-Варте», побудований в 1921 році, на даний час вміщує 5500 глядачів.

## Склад команди
Станом на 15 жовтня 2021
| №  | Поз. | Нац.                 | Гравець           |
| -- | ---- | -------------------- | ----------------- |
| 1  | ВР   | Австрія              | Андреас Луксе     |
| 4  | ЗХ   | Австрія              | Маркус Востри     |
| 5  | ЗХ   | Австрія              | Ноа Штайнер       |
| 7  | ПЗ   | Австрія              | Стефан Шимандль   |
| 8  | ПЗ   | Австрія              | Бернард Люксбахер |
| 9  | НП   | Австрія              | Маріо Конрад      |
| 10 | ПЗ   | Австрія              | Даніель Люксбахер |
| 11 | НП   | Боснія і Герцеговина | Чедомир Бамбич    |
| 12 | НП   | Чехія                | Марек Шотковський |
| 13 | ЗХ   | Австрія              | Стефан Балдія     |
| 14 | ПЗ   | Австрія              | Олівер Бахер      |
| 15 | ПЗ   | Австрія              | Томас Кройцхабер  |

| №  | Поз. | Нац.                 | Гравець          |
| -- | ---- | -------------------- | ---------------- |
| 17 | ЗХ   | Австрія              | Джоель Кітендже  |
| 18 | ЗХ   | Австрія              | Лука Едельгофер  |
| 19 | ЗХ   | Чехія                | Іржи Ленко       |
| 20 | НП   | Австрія              | Едді Юсич        |
| 22 | ПЗ   | Австрія              | волкан Дюзгюн    |
| 24 | ЗХ   | Австрія              | Керим Абазович   |
| 25 | ПЗ   | Австрія              | Марсель Тот      |
| 27 | НП   | Боснія і Герцеговина | Анель Хайрич     |
| 29 | НП   | Австрія              | Рафаель Штрассер |
| 33 | ВР   | Австрія              | Фабіо Ягер       |
| 55 | ВР   | Австрія              | Октай Казан      |

## Тренерський штаб
- Головний тренер: Александер Целльгофер
- Помічник головного тренера: Рене Фішер
- Тренер воротарів: Олівер Фука

## Найкращі бомбардири чемпіонату Австрії
- 2 —  Карл Деккер: 1944 (27), 1950 (23)
- 1 —  Йоганн Шварц: 1912 (22)
- 1 —  Ріхард Фішер: 1945 (15)[1]
- 1 —  Ганс Бузек: 1956 (33)

## Відомі гравці
- Йозеф Блум (1918–1933) — гравець основи «вундертиму».
- Карл Райнер (1921–1938) — гравець основи «вундертиму».
- Фрідріх Гшвайдль (1923–1948) — гравець основи «вундертиму».
- Леопольд Гофманн (1924–1939) — гравець основи «вундертиму».
- Отто Каллер (1925–1948) — п'ятиразовий чемпіон Австрії, 8 матчів за збірну.
- Віллібальд Шмаус (1931–1943) — учасник чемпіонатів світу 1934 і 1938.
- Карл Деккер (1938–1952) — бомбардир європейського класу, найрезультативніший гравець команди.
- Карл Коллер (1949–1966) — за збірну в 1952–1965 р. 86 матчів.
- Курт Шмід (1952–1965) — один з найкращих воротарів в історії австрійського футболу, 38 матчів за збірну.
- Ганс Бузек (1955–1963) — результативний форвард, 42 матчі за збірну.
- Вільям Шройф (1969-1973) — воротар, срібний призер чемпіонату світу 1982
- Ганс Кранкль (1979–1981) — володар «Золотої бутси-1978»
- Міхаель Конзель (1982–1984) — воротар, 43 матчі за збірну.
- Маріо Кемпес (1986–1987) — найкращий гравець та бомбардир чемпіонату світу-1978.